# Theresa Schopper

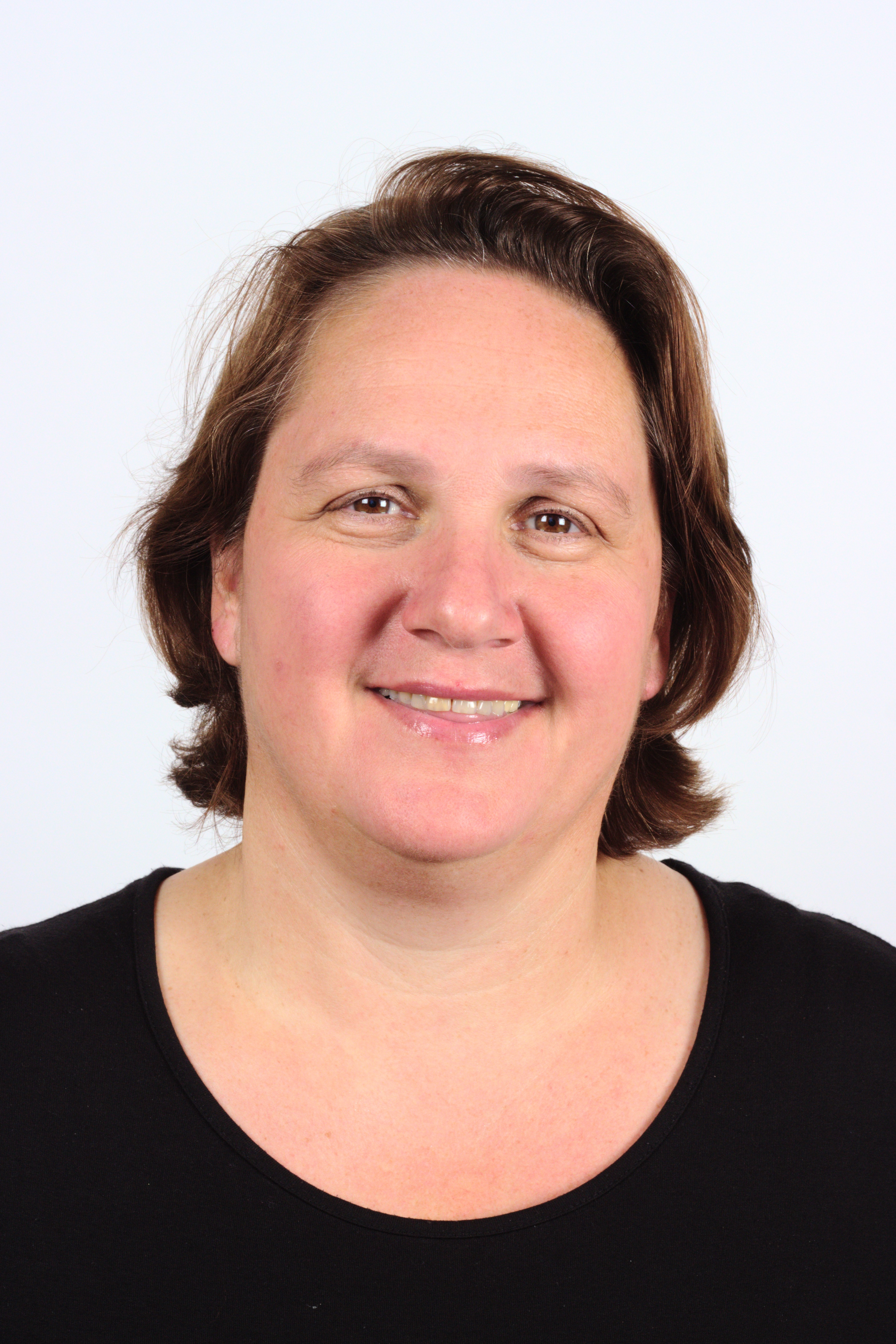
Theresa Schopper (2012)

Theresa Schopper (* 9. April 1961 in Füssen) ist eine deutsche Politikerin (Grüne). Sie war von 1994 bis 2003 und von 2008 bis 2013 Abgeordnete des Bayerischen Landtags. Von 2003 bis 2013 war sie Landesvorsitzende von Bündnis 90/Die Grünen Bayern. Ab Mai 2016 war sie zunächst als Staatssekretärin und ab Oktober 2018 als Staatsministerin für die politische Koordination im Staatsministerium Baden-Württemberg verantwortlich. Seit Mai 2021 ist sie Ministerin für Kultus, Jugend und Sport des Landes Baden-Württemberg im Kabinett Kretschmann III.

## Ausbildung und Beruf
Nach dem Besuch des Gymnasiums mit Schülerheim Hohenschwangau studierte sie Soziologie, Psychologie und Kriminologie an der Ludwig-Maximilians-Universität München. Anschließend arbeitete die Diplom-Soziologin von 1988 bis 1992 als Geschäftsführerin der Bayerischen Grünen.

## Politische Ämter
Schopper ist seit 1983 Mitglied bei den Grünen und hatte diverse politische Ämter inne. Beispielsweise war sie die erste Stadtvorsitzende der Münchner Grünen von 1992 bis 1994.
Von 1994 bis 2003 saß sie für Bündnis 90/Die Grünen im Bayerischen Landtag. Ihre Schwerpunkte waren die Sozial- und Gesundheitspolitik. Zwischen 2008 und 2013 war sie erneut Abgeordnete im Bayerischen Landtag. Schopper war dort gesundheitspolitische Sprecherin und Mitglied des Ausschusses für Umwelt und Gesundheit. Sie war zudem stellvertretende Vorsitzende im Ausschuss Ernährung, Landwirtschaft und Forsten und Mitglied im Unterausschuss Hochschule für Politik des Bayerischen Landtags und im Landesgesundheitsrat Bayern. Bei der Landtagswahl in Bayern 2013, bei der sie auf Platz 3 der Bezirksliste Schwaben und als Direktkandidatin ihrer Partei im Stimmkreis Marktoberdorf (Ostallgäu) antrat, verpasste sie den Einzug in den Landtag.
Von 2003 an war sie Landesvorsitzende von Bündnis 90/Die Grünen Bayern, zunächst mit Sepp Daxenberger, seit Oktober 2008 zusammen mit Dieter Janecek. Auf der Landesdelegiertenkonferenz 2011 in Bad Windsheim wurde Schopper mit knapp 83 % zum fünften Mal in Folge zur Landesvorsitzenden gewählt. Daneben ist sie Mitglied im Parteirat der bayerischen Grünen.
Auf Bundesebene der Grünen war sie von 2004 bis 2014 Mitglied im Bundesparteirat. Am 28. September 2013 verkündete sie in einem Brief an den Landesverband, auf der Landesdelegiertenkonferenz 2013 in Augsburg nicht weiter als Landesvorsitzende zu kandidieren.
Ab dem 12. Mai 2016 war Schopper zunächst beamtete Staatssekretärin im Kabinett Kretschmann II in Baden-Württemberg. Am 9. Oktober 2018 wurde sie nach dem Ausscheiden Klaus-Peter Murawskis zur Staatsministerin ernannt.
Am 12. Mai 2021 wurde Schopper von Ministerpräsident Winfried Kretschmann zur Ministerin für Kultus, Jugend und Sport des Landes Baden-Württemberg ernannt.

## Lehrer-Werbekampagne
Schopper startete 2023 eine Werbekampagne, um mehr Quereinsteiger für das Lehramt zu gewinnen. Dabei wurde am Flughafen Stuttgart ursprünglich der Slogan „Gelandet und gar keinen Bock auf Arbeit morgen? Hurraaa! Mach, was dir Spaß macht und werde Lehrer*in“ plakatiert, der nach Kritik von Lehrerverbänden in „In deinem Job hast du schon alles gesehen? Hurraaa! Dann lerne jeden Tag was Neues, werde Lehrer*in“ geändert wurde. Harald Martenstein warf daraufhin Schopper in der Zeit vor, bewusst Klischees über Lehrer zu verwenden und somit nicht zur Lösung des Problems beizutragen. Das Ministerium selbst zog bereits im Sommer 2023 „eine positive Zwischenbilanz seiner umstrittenen Werbekampagne“.

## Dipsy-Affäre 2025
Über die Affäre „Dipsy und die Geisterlehrer“, bei der 2025 nach über 20 Jahren offenkundig wurde, dass seither in Baden-Württemberg 1440 Lehrerstellen unbesetzt sind, äußerte sich Theresa Schopper als zuständige Kultusministerin „schockiert und überrascht“.

## Mitgliedschaften
Sie ist berufenes Mitglied im Landeskomitee der Katholiken und in der Katholischen Akademie in Bayern; darüber hinaus ist sie Beirätin im Landesvorstand von IN VIA – Katholischer Verband für Mädchen- und Frauensozialarbeit und unterstützt eine Initiative zur Bekämpfung von Frauenhandel. Zudem ist Schopper Mitglied im Förderverein Nationalpark Ammergebirge e. V.

## Ehrungen
2010 erhielt Schopper die Bayerische Staatsmedaille für besondere Verdienste um die Gesundheit. Im Jahr 2012 wurde sie zudem mit der Bayerischen Verfassungsmedaille in Silber ausgezeichnet. 2021 erhielt sie den Bayerischen Verdienstorden.

## Privates
Schopper ist mit Boris Schwartz, Stadtdirektor in München, verheiratet und hat zwei Kinder.